# Il bandito dell'Epiro
Il bandito dell'Epiro (Action of the Tiger) è un film del 1957 diretto da Terence Young.
È un film d' azione e avventura statunitense con Van Johnson, Martine Carol e Sean Connery.

## Trama
Tracy, una ragazza Frances, sbarca in Albania alla ricerca di suo fratello, un giovane comunista. Con lei c'è Carson, un avventuriero americano che vuole riportare a casa tutti i bambini greci che sono stati rapiti dai comunisti albanesi. Tracy ritrova suo fratello che è diventato cieco ed è stato mandato al confino per aver rinnegato la sua fede politica insieme alla sua fidanzata. Carson cerca di portare in salvo questa compagnia improvvisata, ma la polizia li blocca. Troveranno sulla loro strada bande di ribelli e poliziotti che cercano di sfuggire al regime.